# Вељун
Вељун је насељено мјесто града Слуња, на Кордуну, Карловачка жупанија, Република Хрватска.

## Географија
Вељун се налази око 19 км сјеверозападно од Слуња. Западно од Вељуна протиче ријека Корана.

## Историја
Вељун се од распада Југославије до августа 1995. године налазио у Републици Српској Крајини.

### Други свјетски рат
У мају 1941. године, усташе су извршиле покољ над 520 српских становника Вељуна. Убијени су после рата сахрањени у заједничку гробницу.
У Вељуну су 6. маја 1941. године у школској и жандармеријској згради усташе извршиле масакр над српским цивилима. Дана 3. августа 1941. у српској православној цркви у Вељуну, усташе су мучиле и поклале 200 мушкараца, жена и дјеце српске националности из Вељуна, Српског Благаја и Љесковца.
Тако су усташе из Загреба и Слуња, 7. маја 1941. дошле у Вељун, срез Слуњ и похватале око 600 Срба, 500 су исте вечери одвели у Хрватски Благај и тамо убили.
На Ђурђевдан 6. маја 1941. усташа Иван Шајфер, учитељ из Вељуна, са својом групом усташа и усташама из Слуња почео је да хапси Србе из Вељуна, Цвијановић Брда и Полоја. Том приликом ухапшено је око 500 Срба, а међу њима и прота Бранко Добросављевић парох из Вељуна и бивши народни посланик и његов син Небојша. Похапшени су прво доведени у жандармеријску станицу у Вељуну, а после неколико дана сви су одведени и поубијани код хрватског Благаја, у шуми званој Кестеновац. Том приликом усташе су на грозан начин убиле и проту Бранка и његовог сина Небојшу. Прво су пред очевим очима сина злостављали и мучили пуна три сата; копали му очи, секли нос и уши и боли га ножевима, па га тек онда убили. Отац је морао са почупаном брадом, док су га усташе стално тукле, сину над раком читати опело, падајући два пута у несвест. После тога су га натерали да ископа сам себи раку, злостављали га на исти начин као и сина, па га онда убили.
У селу Вељуну, срез Слуњ, „усташе су малодобне девојке силовали у цркви“.

## Култура
У Вељуну је сједиште истоимене парохије Српске православне цркве. Парохија Вељун припада Архијерејском намјесништву карловачком у саставу Епархије Горњокарловачке. У Вељуну је постојао храм Српске православне цркве Васкрсења Господњег, изграђен 1824. године, а срушен 1942. године. Парохију сачињавају: Вељун, Точак, Вељунски Понорац, Вељунска Глина, Гробник, Лаповац, Шљивњак, Загорије, Двориште и Чатрња.

## Становништво
Према попису становништва из 2011. године, насеље Вељун је имало 112 становника.
| Националност       | 1991. | 1981. | 1971. | 1961. |
| Срби               | 429   | 486   | 670   | 744   |
| Југословени        | 12    | 47    |       |       |
| Хрвати             | 14    | 5     | 7     | 4     |
| Црногорци          |       | 2     | 2     |       |
| остали и непознато | 8     |       | 13    |       |
| Укупно             | 463   | 540   | 692   | 748   |

| Демографија | Демографија | Демографија |
| Година      | Становника  | Становника  |
| ----------- | ----------- | ----------- |
| 1961.       | 748         |             |
| 1971.       | 692         |             |
| 1981.       | 540         |             |
| 1991.       | 463         |             |
| 2001.       | 114         |             |
| 2011.       |             | 112         |

## Попис 1991.
На попису становништва 1991. године, насељено место Вељун је имало 463 становника, следећег националног састава:
| \| Попис 1991. \| Попис 1991. \| Попис 1991. \| Попис 1991. \| Попис 1991. \| \| ------------ \| ------------ \| ----------- \| ----------- \| ----------- \| \| \| \| \| \| \| \| Срби \| Срби \| \| 429 \| 92,65% \| \| Хрвати \| Хрвати \| \| 14 \| 3,02% \| \| Југословени \| Југословени \| \| 12 \| 2,59% \| \| Словенци \| Словенци \| \| 1 \| 0,21% \| \| Црногорци \| Црногорци \| \| 1 \| 0,21% \| \| неопредељени \| неопредељени \| \| 4 \| 0,86% \| \| непознато \| непознато \| \| 2 \| 0,43% \| \| укупно: 463 \| \| \| \| \| |              |  |     |        |
| Попис 1991. |              |  |     |        |
| |              |  |     |        |
| Срби | Срби         |  | 429 | 92,65% |
| Хрвати | Хрвати       |  | 14  | 3,02%  |
| Југословени | Југословени  |  | 12  | 2,59%  |
| Словенци | Словенци     |  | 1   | 0,21%  |
| Црногорци | Црногорци    |  | 1   | 0,21%  |
| неопредељени | неопредељени |  | 4   | 0,86%  |
| непознато | непознато    |  | 2   | 0,43%  |
| укупно: 463 |              |  |     |        |